# Ясеновець (доплив Свічі)
Ясеновець — потік в Україні у Калуському районі Івано-Франківської області. Правий доплив річки Свічі (басейн Дністра).

## Опис
Довжина потоку 5 км. Формується багатьма безіменними струмками.

## Розташування
Бере початок на північних схилах гори Забуй (778,6 м). Тече переважно на північний захід мішаним лісом понад селищем Вигода та через село Новоселицю і впадає у річку Свічу, праву притоку річки Дністра.

## Цікаві факти
- Біля села Новоселиця потік перетинає Р21[4] (автомобільний шлях регіонального значення на території України. Проходить територією Івано-Франківської та Закарпатської областей через Долину — Міжгір'я — Хуст.).